# 科隆贝勒
科隆贝勒（法語：Colombelles，法語發音：[kɔlɔ̃bɛl] ⓘ）是法国卡尔瓦多斯省的一个市镇，属于卡昂区。

## 地理
科隆贝勒（49°12'15"N, 0°17'50"W）面积7.14 平方千米，位于法国诺曼底大区卡爾瓦多斯省，该省份为法国西北部沿海省份，北濒大西洋英吉利海峡，东北与滨海塞纳省以海上边界相接，东临厄尔省，南至奧恩省，西与芒什省接壤。
与科隆贝勒接壤的市镇（或旧市镇、城区）包括：奥恩河畔布兰维尔、屈韦维尔、埃斯科维尔、日贝维尔、埃鲁维尔圣克莱尔、埃鲁维莱特、蒙德维尔、朗维尔。

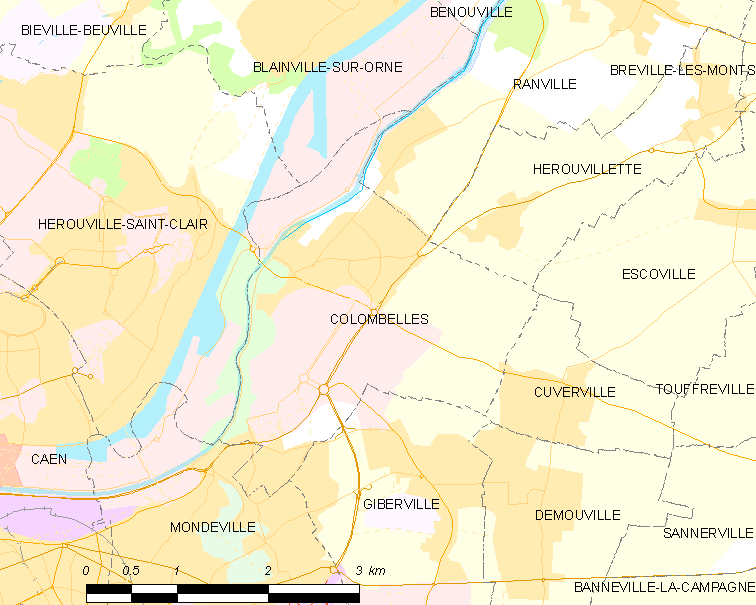
科隆贝勒的OSM定位图

科隆贝勒的时区为UTC+01:00、UTC+02:00（夏令时）。

## 行政
科隆贝勒的邮政编码为14460，INSEE市镇编码为14167。

## 政治
科隆贝勒所属的省级选区为埃鲁维尔圣克莱尔县。

## 人口

1962-2008年间科隆贝勒人口变化图示

科隆贝勒于2022年1月1日时的人口数量为7015人。